# Schaarbeek (stacja kolejowa)
Schaarbeek – stacja kolejowa w Schaerbeek, w północnej Brukseli. Stacja została otwarta w 1864.